# Flore de Bourgogne
Flore de Bourgogne (abreviado Fl. Bourgogne) es un libro con ilustraciones y descripciones botánicas que fue escrito por el médico y botánico francés Jean-François Durande y publicado en Dijon en 2 volúmenes en el año 1782.